# Бежецки Верх
Бежецки Верх (на руски: Бежецкий Верх) е ниско възвишение в централната част на Източноевропейската равнина, в североизточния край на обширното Валдайско възвишение, простиращо се на територията на Тверска и Ярославска област в Русия.
Представлява изпъкнала на югоизток дъга с дължина около 100 km. Максимална височина 242 m. То е част от големия моренен вал, простиращ се от река Висла до планината Урал, остатък от последния континентален ледник, покривал Северна Европа.
То е изградено от огромни камъни и валуни, припокрити с ледникови глини и пясъци. От него води началото си река Молога (ляв приток на Волга), други леви притоци на Волга и леви притоци на Медведица.